# Catherine Suire
Catherine Suire (* 15. September 1959) ist eine ehemalige französische Tennisspielerin.

## Karriere
Catherine Suire gewann in ihrer Karriere acht Doppeltitel auf der WTA Tour, davon vier an der Seite der damaligen Spitzenspielerin Jana Novotná. Hinzu kamen vier Doppeltitel auf dem ITF Women’s Circuit.
An den Olympischen Sommerspielen spielte sie 1988 in Seoul für Frankreich. Im Jahr 1994 beendete sie ihre Tenniskarriere. Zwischen 1983 und 1988 spielte sie auch neun Partien (fünf Siege) für die französische Fed-Cup-Mannschaft.

## Turniersiege

### Doppel
| Nr. | Datum            | Turnier   | Kategorie      | Belag             | Partnerin         | Finalgegnerinnen                    | Ergebnis      |
| --- | ---------------- | --------- | -------------- | ----------------- | ----------------- | ----------------------------------- | ------------- |
| 1.  | 26. Oktober 1985 | Brighton  | WTA World Tour | Teppich (Halle)   | Lori McNeil       | Barbara Potter Helena Suková        | 4:6, 7:6, 6:4 |
| 2.  | 23. Mai 1987     | Straßburg | WTA World Tour | Sand              | Jana Novotná      | Kathleen Horvath Marcella Mesker    | 6:0, 6:2      |
| 3.  | 8. August 1987   | San Diego | WTA World Tour | Hartplatz         | Jana Novotná      | Elise Burgin Sharon Walsh           | 6:3, 6:4      |
| 4.  | 27. Februar 1988 | Oklahoma  | WTA Tier V     | Hartplatz (Halle) | Jana Novotná      | Catarina Lindqvist Tine Scheuer     | 6:4, 6:4      |
| 5.  | 7. Mai 1988      | Rom       | WTA Tier IV    | Sand              | Jana Novotná      | Jenny Byrne Janine Thompson         | 6:3, 4:6, 7:5 |
| 6.  | 16. Juli 1988    | Nizza     | WTA Tier V     | Sand              | Catherine Tanvier | Isabelle Demongeot Nathalie Tauziat | 6:4, 4:6, 6:2 |
| 7.  | 22. Februar 1992 | Cesena    | WTA Tier V     | Teppich (Halle)   | Catherine Tanvier | Sabine Appelmans Raffaella Reggi    | walk-over     |
| 8.  | 17. April 1993   | Pattaya   | WTA Tier IV    | Hartplatz         | Cammy MacGregor   | Patty Fendick Meredith McGrath      | 6:3, 7:6      |